# Výklad snů
Výklad snů (v německém originále Die Traumdeutung) je kniha zakladatele psychoanalýzy Sigmunda Freuda.
Výklad snů patří k nejznámějším Freudovým knihám. Poprvé vyšla roku 1899 v nakladatelství Franz Deuticke. Nakladatel nicméně knihu plánoval na rok 1900, a proto je v prvním vydání uvedeno právě toto vročení. S distribucí však začal již na konci roku 1899.
Kniha je považována za klíčový Freudův spis, neboť kromě popisu techniky výkladu snu obsahuje i definici pojmů vědomí a nevědomí (v pozdějších vydáních poté ještě předvědomí) a také tzv. Oidipovského komplexu.
Freud v knize analyzuje především své vlastní sny a Výklad snů je tak jedním z klíčových informačních zdrojů Freudových životopisců, jiné možné zdroje Freud systematicky ničil.
Kniha se dlouho nemohla u čtenářů prosadit, za prvních deset let se prodalo jen něco přes 300 výtisků.